# Тауркалне (станция)
Та́уркалне (латыш. Taurkalne) — железнодорожная станция в Валлеской волости Вецумниекского края Латвии, на линии Елгава — Крустпилс. Станция расположена на территории посёлка Тауркалне.

## История
Станция IV класса Тауэркалн Фридрихштадтского уезда Курляндской губернии открыта в 1904 году при сдаче в эксплуатацию Московско-Виндавской железной дороги. В окрестностях станции немало признаков присутствия немецкой армии в годы Второй мировой войны (остатки узкоколейных путей, блиндажи, окопы). Название Тауркалне станция носит с 1985 г.